# Fédération internationale des sociétés magiques
La Fédération internationale des sociétés magiques (FISM) a été fondée en 1948.

## Histoire

### Liste des présidents
- 1947 : Jules Dhotel (fondation lors du "Congrès Magique International")
- 1951 : Jules Dhotel
- 1952 : Dr Kuartz[1]
- 1970-1973 : Maurice Pierre[2]
- 1991 : Jean Garance[1]

## Organisation
- Président : Andrea Baioni (Italie);
- Vice-Présidents :
  - Satoru Yamamoto (Japon)
  - Peter Din (France)
  - Priska Walther (Suisse)

## Congrès internationaux
Pendant quatre ans, jusqu'en 1952, les congrès de la FISM se sont tenus chaque année. Puis, les organisateurs ont fixé un rendez-vous international tous les trois ans. La prestidigitation et l'illusionnisme sont à l'honneur.

## Catégories de tours primés
- Magie générale
  - avec différents éléments de la magie combinés, sans rattachement à d'autres catégories de la magie.

- Invention
  - tours inventés dans toutes les catégories de la magie

- Grandes illusions
  - avec utilisation sur scène d'humains ou d'animaux

- Cartomagie
  - avec cartes à jouer

- Magie comique
  - magie comique, humoristique

- Manipulation
  - avec de petits objets, tels que balles, dés à coudre, pièces de monnaie, surtout réalisés grâce à l'agilité des doigts

- Mentalisme
  - trucage présentant voyance, lecture de la pensée, transmission de pensée, prédictions, télékinésie

- Micromagie ou "close-up"
  - avec petits objets présentés par l'artiste, soit assis à une table, soit debout devant un nombre restreint de spectateurs

### Gagnants du Grand Prix
2022
- Grand Prix de scène : Laurent Piron (Belgique)
- Grand prix de Close-up : Simon Coronel (États-Unis)

2018
- Grand Prix de scène : Miguel Munoz (Espagne)
- Grand prix de Close-up : Eric Chien (Taïwan)

2015
- Grand Prix de scène : Héctor Mancha (es) (Espagne)
- Grand Prix Close-up : Pierric (Suisse)

2012,
- Grand Prix Stage : Yu HoJin (Corée)
- Grand Prix Close-up : Yann Frisch (France)[7]

2009,
- Grand Prix Stage : Soma (Hongrie)
- Grand Prix Close-up : Shawn Farquhar (Canada)

2006
- Grand Prix Stage : Pilou (France)
- Grand Prix Close-up : Rick Merrill (États-Unis)

2003
- Grand Prix Stage : Norbert Ferré (France)
- Grand Prix Close-up : Jason Latimer (États-Unis)

2000
- Grand Prix : Scott the Magician & Muriel (Pays-Bas)

1997
- Grand Prix : Ivan Necheporenko (Russie)

1994
- Grand Prix : Franklin (Allemagne)

1991
- Grand Prix : Vladimir Danilin (Russie)

1988
- Grand Prix : Johnny ACE Palmer (États-Unis)

1985
- Grand Prix : Javier & Ana (Espagne)

1982
- Grand Prix : Lance Burton (États-Unis)

1979
- Grand Prix ex aequo : Ger Copper (Pays-Bas), Sultangali Shukurov & Sara Kabigujina (Russie)

1976
- Grand Prix : Pierre Brahma (France)

1973
- Grand Prix : Richard Ross (Pays-Bas)

1970
- Grand Prix : Richard Ross (Pays-Bas)

1967
- Grand Prix : Di Sato (Harry Thierry) (Pays-Bas)

1964
- Grand Prix ex aequo : Mr Cox (Allemagne), Pierre Brahma	(France)

1961
- Grand Prix : Fred Kaps (Pays-Bas)